# Kościół Podwyższenia Krzyża Świętego w Poznaniu
Kościół Podwyższenia Krzyża Świętego – neogotycka świątynia znajdująca się przy ul. Szamarzewskiego 3 w Poznaniu. Jest to kościół parafialny, pełniący jednocześnie rolę świątyni garnizonowej.

## Historia
Kościół wzniesiono w latach 1892–1894 według projektu Ottona Hirta. Świątynia pierwotnie nosiła wezwanie św. Łukasza Ewangelisty, a należała do jeżyckiej gminy ewangelicko-augsburskiej. W 1905 roku dobudowano wieżę. W 1945 świątynię przejęli katolicy, zmieniając go w kościół garnizonowy. Od 1982 świątynia jest kościołem parafialnym, pełniącym jednocześnie rolę świątyni garnizonowej, podlegającej zarazem Ordynariatowi Polowemu Wojska Polskiego (Dekanat Wojsk Lotniczych i Obrony Powietrznej) jak i archidiecezji poznańskiej.

## Opis

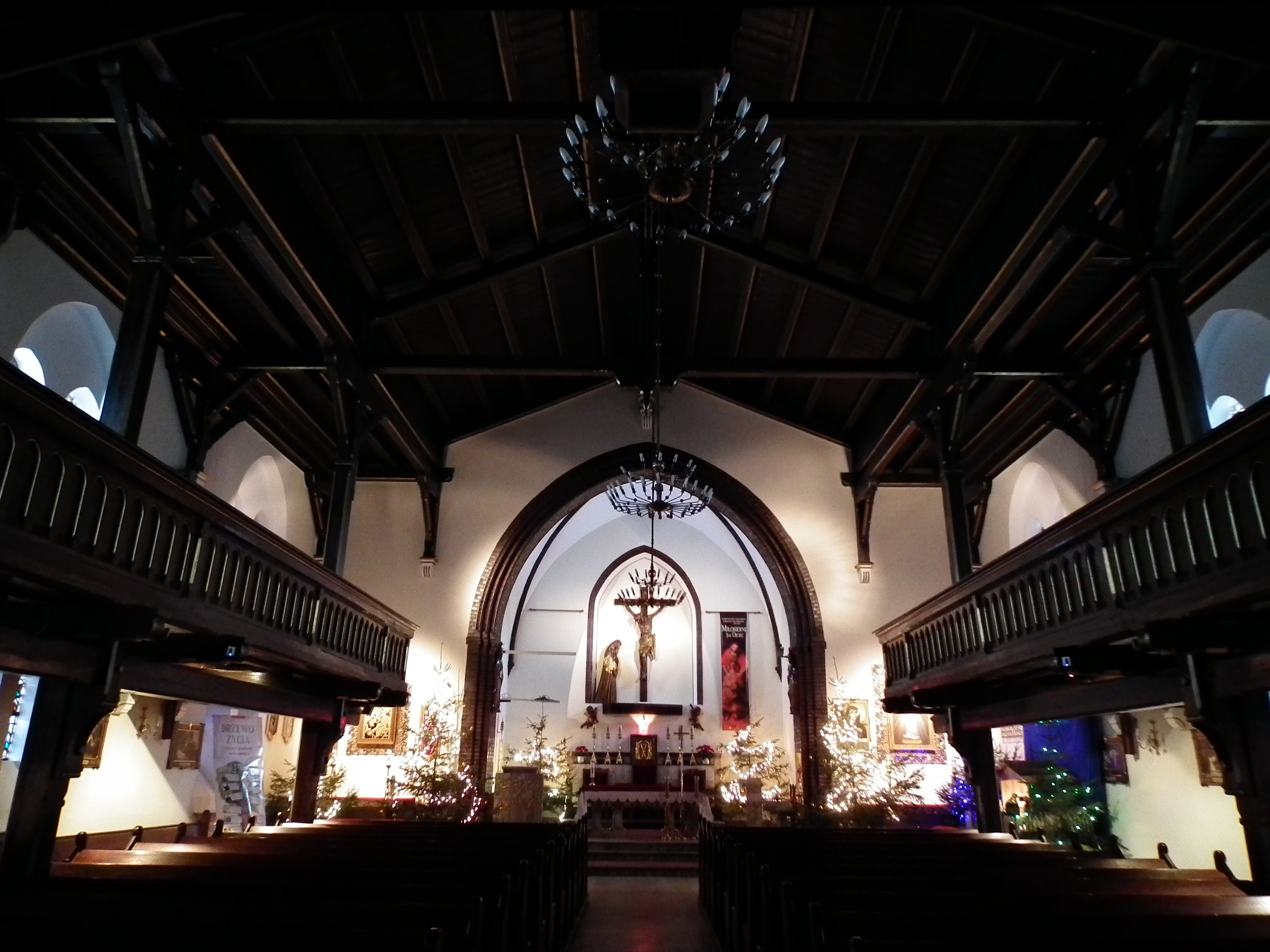
Wnętrze z ołtarzem

Jest to jednonawowa, halowa świątynia z prostokątnym prezbiterium przykrytym sklepieniem krzyżowo-żebrowym, oddzielonym od nawy łukiem tęczowym. We wnętrzu można podziwiać drewnianą wieszarową więźbę dachową, oraz drewniane empory. W prezbiterium, w ostrołukowej niszy znajduje się krucyfiks i rzeźba Matki Bożej. W lewym ołtarzu bocznym kopia ikony Matki Boskiej Nieustającej Pomocy podtrzymywana przez rzeźby aniołów, a ponad nią, w formie tryptyku, Matka Boska Ostrobramska z wizerunkami aniołów w skrzydłach (oddana do renowacji w 2011). W prawym ołtarzu trzy rzeźby: w części środkowej Jezus Chrystus, po jego lewej św. Józef z dzieciątkiem Jezus, a po prawej św. Tadeusz Juda.
Na ścianach droga krzyżowa z 1954 wykonana przez Józefa Żmijewskiego, natomiast w oknach witraże z lat 1962–1964 według projektu Wacława Tarnowskiego, a wykonane przez warsztat Zygmunta Kośmickiego. Cztery największe przedstawiają postacie ewangelistów.
Przy filarach wspierających środkową część empory figury: Serca Jezusowego i św. Antoniego Padewskiego. Na tylnej ścianie kościoła, pod emporą dwie tablice: z 1958 upamiętniająca księży-żołnierzy Wojska Polskiego poległych i zmarłych w latach 1939–1945. Druga, z 1972, upamiętnia poległych i pomordowanych w obozach i zmarłych żołnierzy 57. Pułku Piechoty Wielkopolskiej.
W kruchcie alabastrowa kropielnica, a nad nią figura Matki Bożej Niepokalanie Poczętej. Po bokach kolejne trzy tablice, dwie z nich z 1999 roku. Jedna upamiętnia członków Związku Inwalidów Wojennych RP, zaś druga poległych żołnierzy 27 Wołyńskiej Dywizji Piechoty Armii Krajowej oraz ludności cywilnej pomordowanej w latach 1939–1945 przez OUN i UPA. Trzecia, z 2007 roku, poświęcona jest poległym w walce i podczas szkolenia lotnikom 1. Pułku Lotnictwa Myśliwskiego "Warszawa". Mała rozeta w kruchcie zawiera witraż okazujący Zbawiciela Świata.
Przed świątynią znajduje się głaz z tablicą z 1995 upamiętniającą żołnierzy-górników zmarłych w latach 1949–1959, pomnik Augustyna Szamarzewskiego autorstwa Władysława Saletisa z 2001 roku oraz drewniany krzyż misyjny.

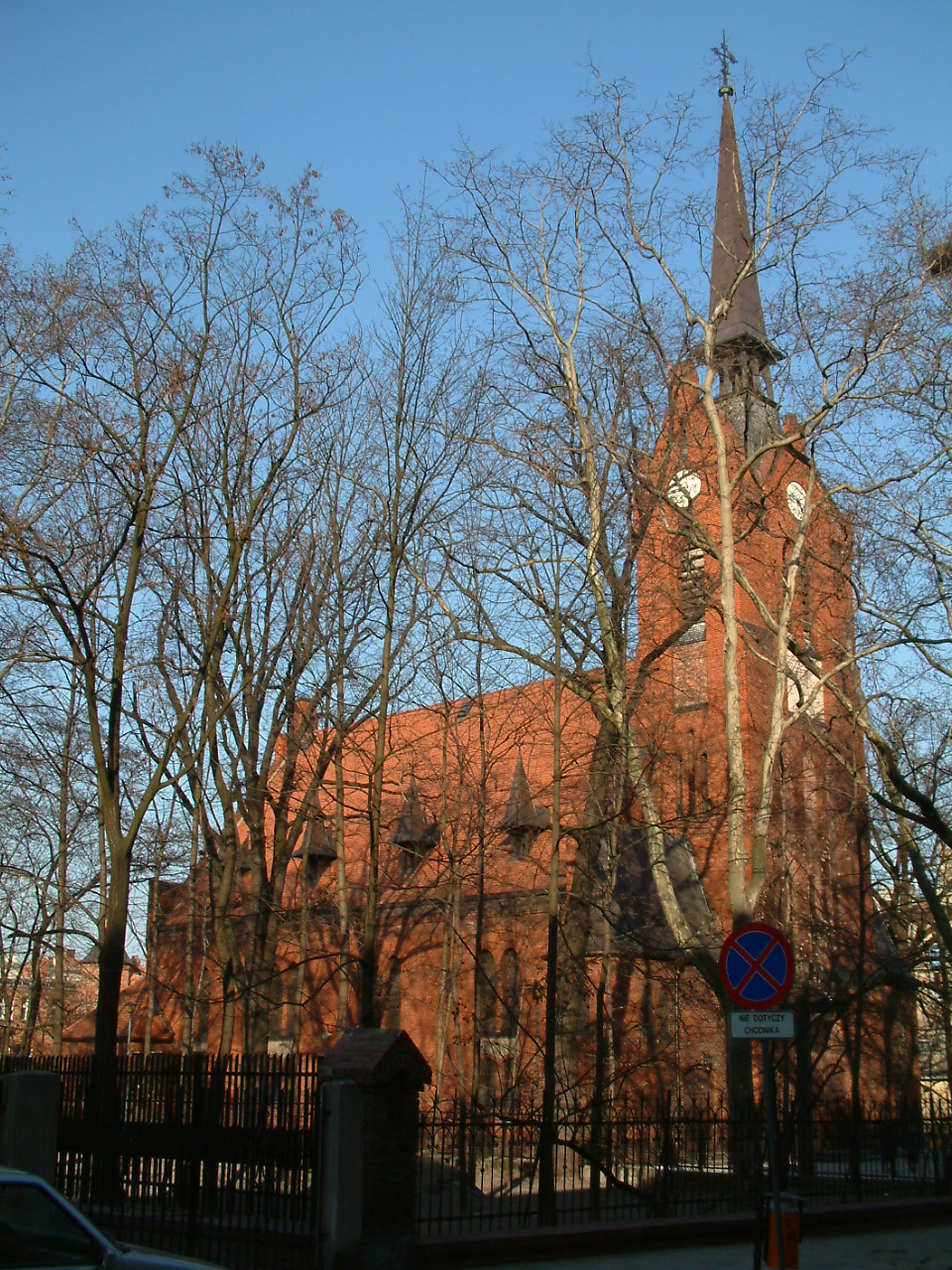
Widok od strony południowo-zachodniej
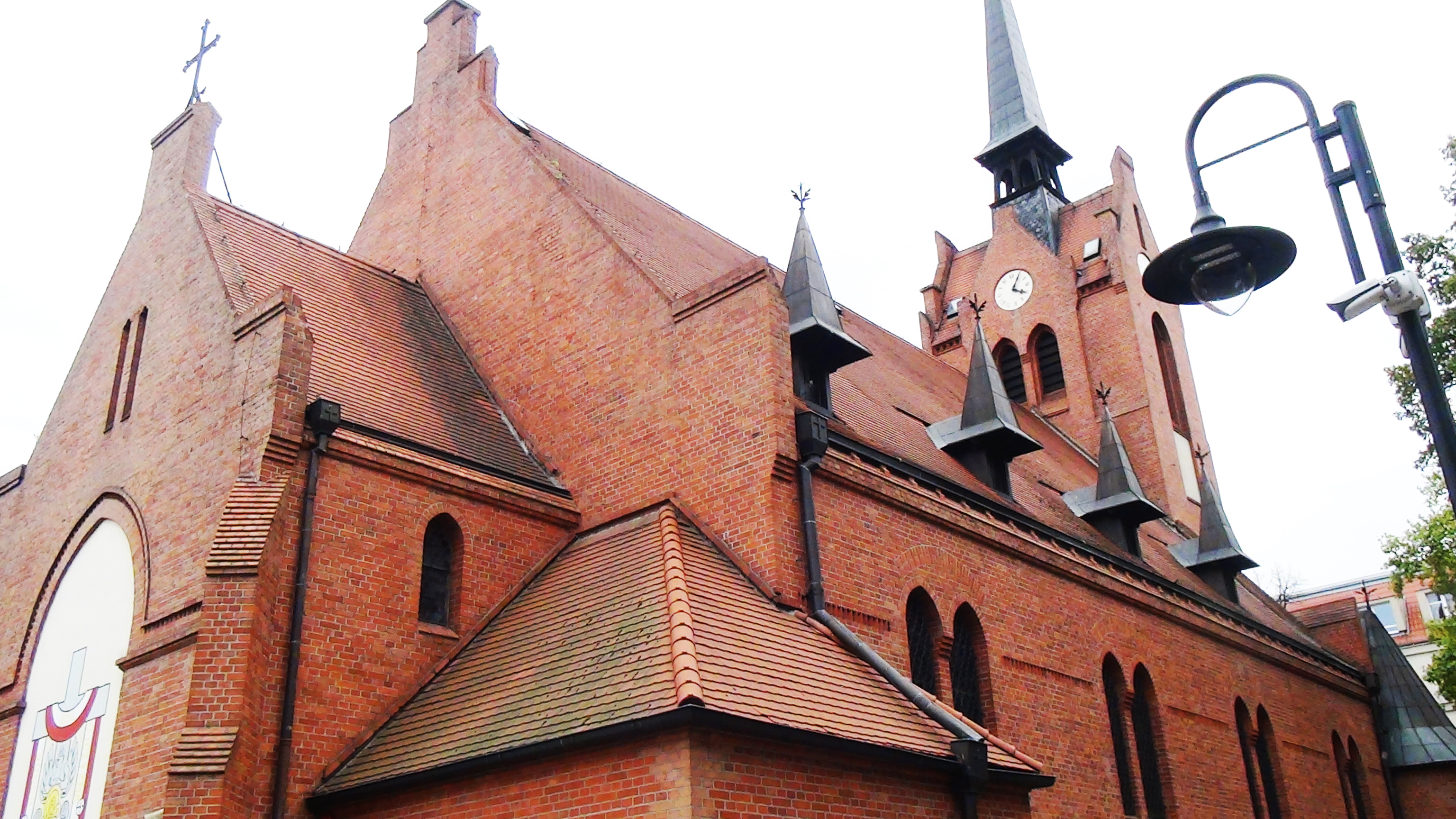
Widok od strony północno-zachodniej
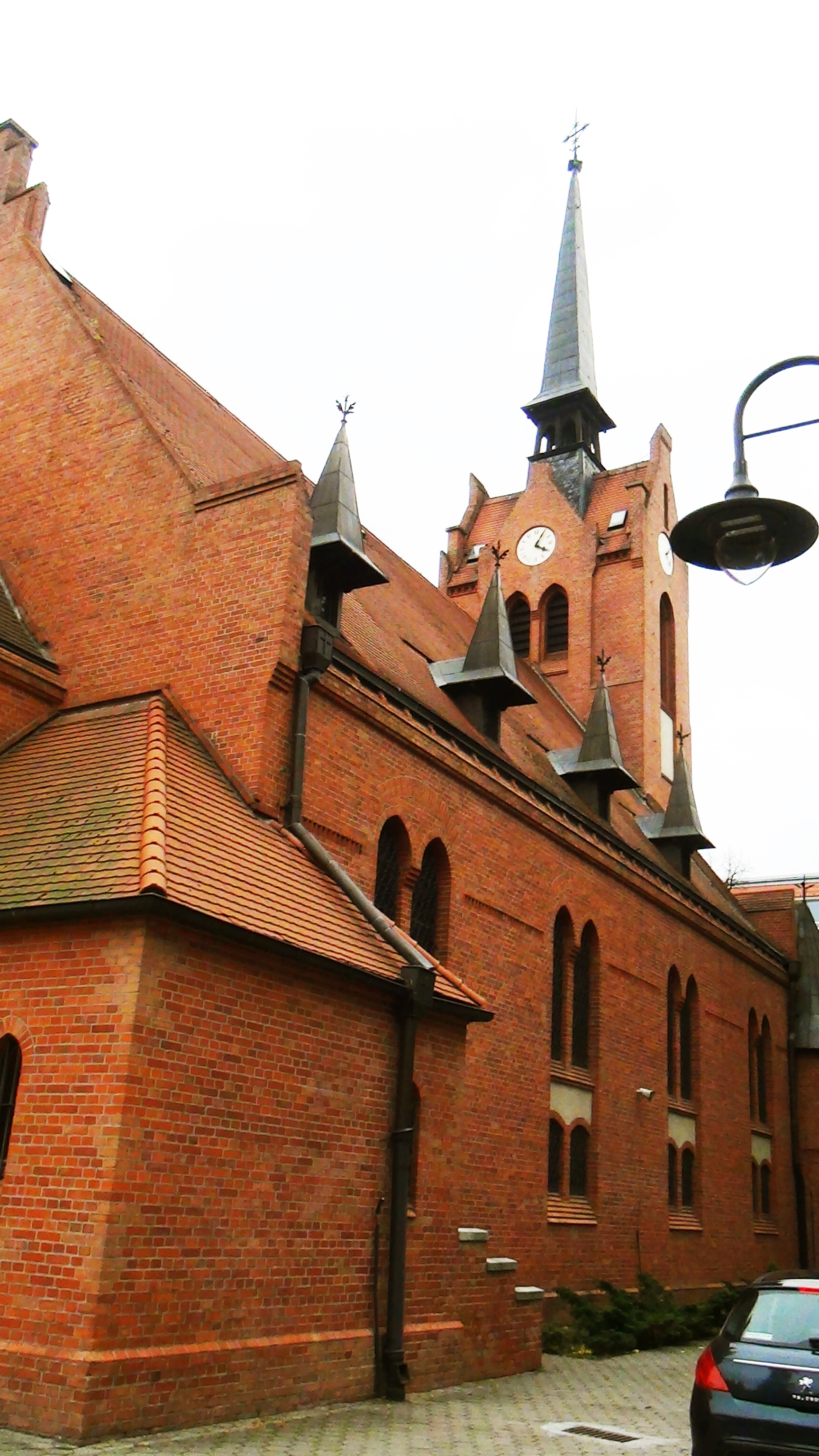
Widok od strony północno-zachodniej
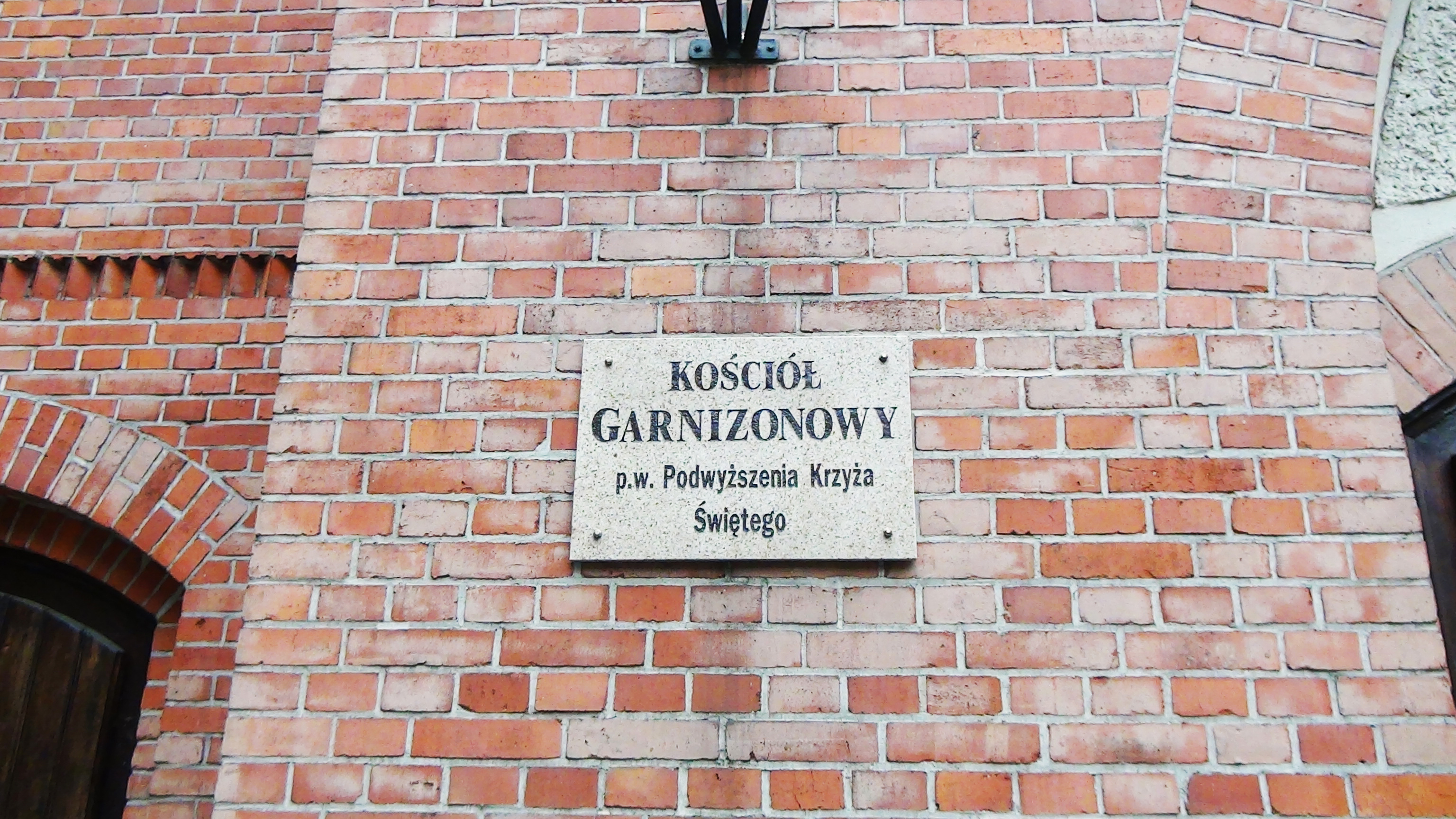
Tablica na elewacji południowej
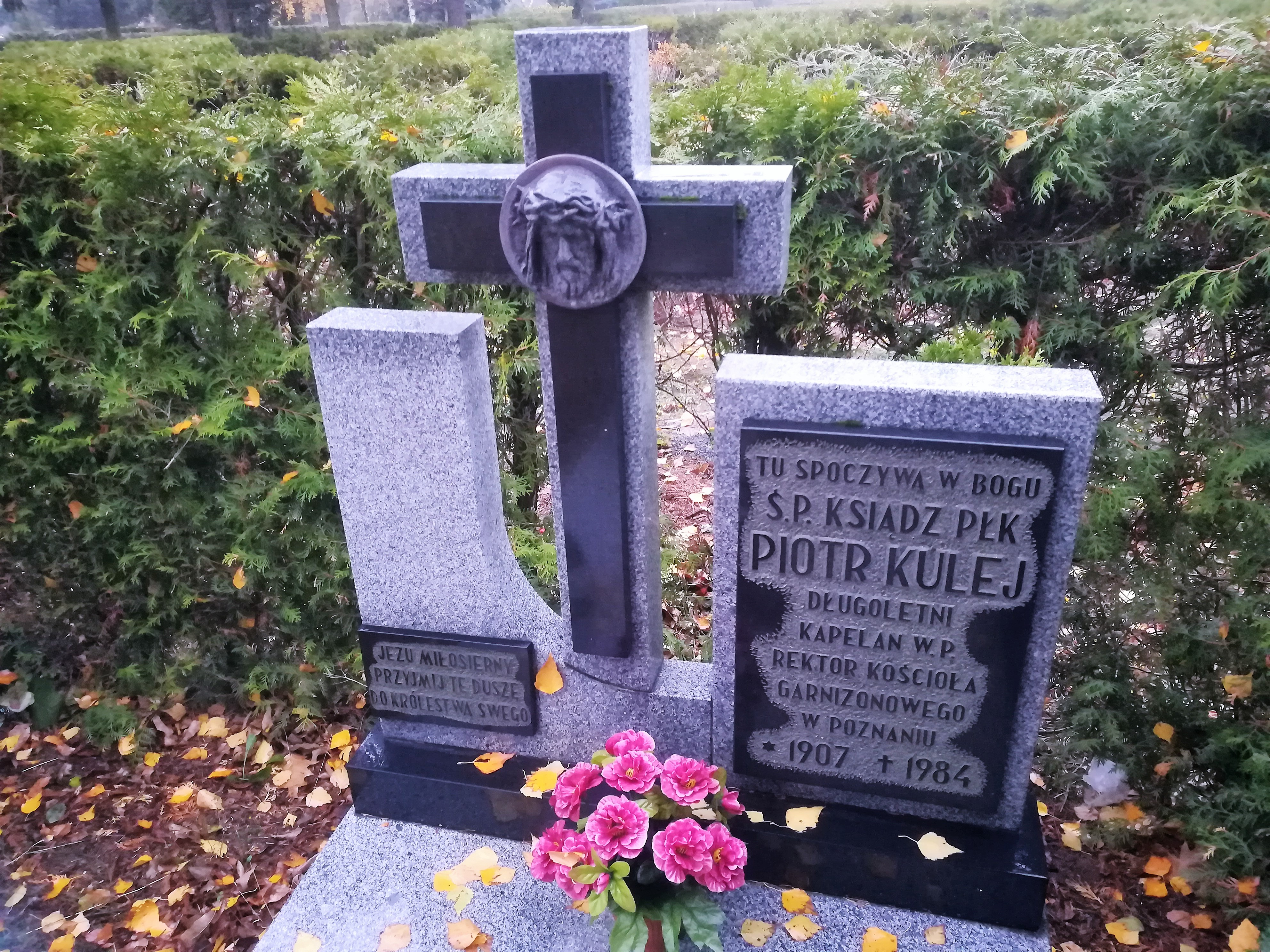
Grób ks. rektora Piotra Kuleja na cmentarzu junikowskim